# Piezogenista callytra
Piezogenista callytra là một loài bọ cánh cứng trong họ Cerambycidae.